# Montserrat Melero
Montserrat Melero (Santa Coloma de Gramanet, Barcelona; 1979) es una soprano ligera española. Inició a temprana edad sus estudios de piano, comenzó a cantar de niña en el coro de voces blancas del conservatorio de su ciudad donde empezó a destacar y decide empezar a estudiar canto con el profesor y barítono César Puente. Finaliza el grado superior de canto en el Conservatorio Municipal de Música de Barcelona con excelente y Premio de Honor. Paralelamente finaliza también sus estudios de piano.

## Trayectoria
Ha recibido clases de Pierre Fleta, Mady Mesplé, y Enedina Lloris con quienes ha podido perfeccionar el repertorio de soprano ligera. También ha recibido clases con Montserrat Caballé, Jaume Aragall, entre otros. Obtiene su primer papel de ópera al ganar el Concurso Mirna Lacambra, bajo el rol de Lucia de la ópera Lucia di Lammermoor de Donizetti.[cita requerida]
En 2002, forma parte del elenco en la obra operística que retrata la personalidad del Marqués de Sade, "Els Contes de Sade" de Enric Ferrer, interpretando los roles de la soprano en escena. Fue estrenada en el Teatro Malic de Barcelona en el "Festival de Ópera de Butxaca de Barcelona".
Ganó el Tercer Premio en el Concurso Internacional de Canto Lírico "Germans Plà" en Balaguer (Lérida).
- En el concurso internacional de canto Francesc Viñas, edición N.41, gana el premio Audición "Gran Teatro del Liceo", reservado a cantantes españoles.

- Participa en "Les Jeunesses Musicales Médíterranéennes" en la Isla de Córcega, Francia, realizando varios conciertos con repertorio de Zarzuela los cuales fueron retransmitidos por televisión.

- Ha cantado el Rol de Marina, de la ópera Marina de E. Arrieta, en diferentes ocasiones, en el Auditorio de Roquetas de Mar, Almería. Pl. de la Catedral de Vich, Barcelona, y en el Círculo Católico del Barrio de Gracia también de Barcelona.

- Canta en la ópera La meua filla sóc jo de Carles Santos representada en el Teatre Lliure de Barcelona y en el Teatro Español de Madrid.

- Bajo la dirección de La Fura dels Baus, canta el rol de Woglinde del Oro del Rhin de Wagner.

- En la 43 edición Concurs Internacional de Cant Francesc Viñas del Gran Teatro del Liceo de Barcelona, gana el premio a la mejor promesa española concedido por los liceísas de 4º y 5º piso.

- Ha cantado el rol de Reina de la Noche de La flauta mágica de W. A. Mozart en el Teatre La Faràndula de Sabadell y en versión concierto en el Palacio de la Música Catalana.

- Ha participado en conciertos en el foyer del Gran Teatro del Liceo de Barcelona.

- Gana en 2007 el Concorso ruoli lirici del Roma Festival, premio que le dará la oportunidad de cantar el rol de la Reina de la Noche de la ópera La Flauta Mágica de Mozart, en el Roma Festival de 2008.

- Participa en la semana de la operística de Lérida del 2008, en el auditorio Enric Granados, dentro del espacio "Las voces de la ópera" como representación de la voz soprano ligera, interpretando La Flauta Mágica de Mozart, entre otros.